# Pierre Augustin Laurent Debray
Pour les articles homonymes, voir Debray.
Pierre Augustin Laurent Debray est un homme politique français né le 12 janvier 1761 à Rouen (Normandie) et décédé le 10 juin 1835 à Yaucourt (Somme).

## Biographie
Fils de Pierre Augustin Camille Debray (descendant de la Famille de Bray), aménageur de la Brière, qui épousa le 7 juin 1759 à Nantes d'Anne Le Faon de la Trémissinière, il fut négociant, maire d'Amiens de 1800 à 1808, conseiller général, il est député de la Somme de 1827 à 1830, siégeant au centre gauche, avec les royalistes libéraux.
Son frère le comte François Gabriel de Bray fut (après avoir émigré) ambassadeur d'Autriche et botaniste réputé.